# Centro de Divulgación del Conocimiento Económico para la Libertad
El Centro de Divulgación del Conocimiento Económico para la Libertad (CEDICE Libertad) es un think tank y asociación civil privada sin fines de lucro venezolano. Fue fundado en 1984 en Caracas, Venezuela, con el objeto de divulgar el pensamiento económico liberal. Esta organización surge como una iniciativa empresarial por parte de connotados empresarios venezolanos tales como Rafael Alfonso Hernández, Roger Boulton, Hugo Fonseca Viso y Edgard Romero Nava entre otros, recibiendo el apoyo institucional de La Cámara de Comercio de Caracas. En sus estatutos, se señala que esta organización se crea para "la realización sin fines de lucro, de actividades científicas y culturales orientadas a la enseñanza y divulgación de conocimientos económicos y otras ciencias relacionadas a la economía, con especial énfasis en la ayuda a jóvenes". El centro inicia sus funciones en un  local cedido por Consecomercio, con Oscar Schenell como presidente, Haydée de Salas como gerente general y Rocio Guijarro Saucedo como asistente a la gerencia general. Con el pasar de los años CEDICE ha ampliado sus objetivos y ahora se define como una asociación civil sin fines de lucro,  cuyo objetivo central es la divulgación, educación y formación en los principios que sustentan la libre acción de la iniciativa individual, así como promover la generación de conocimiento, la investigación y el análisis de la organización y las condiciones que permitan la existencia de una sociedad democrática, libre y responsable, con el fin de contribuir a la generación de riqueza y el combate a la pobreza.
Sus lineamientos son las libertades individuales, los derechos de propiedad privada y la economía de libre mercado. El centro cuenta con varios observatorios, el económico legislativo, de energía, de ciudadanía, de la propiedad privada, de emprendimiento, y de economía informal.
Es miembro de Forum Empresa y de la Red Liberal de América Latina. CEDICE Libertad ha tenido una cercanía histórica con la organización gremial venezolana Consecomercio y con su apoyo ha realizado la publicación y distribución de libros entre otras actividades.

## Distinciones
- Premio Valores Democráticos (2018)

Reconocimiento otorgado por el Centro de Estudios Políticos y de Gobierno de la Universidad Católica Andrés Bello, en su categoría Libertad de Pensamiento, que reconoce a personas e instituciones que asumen la lucha por la defensa de la libertad intelectual, de pensamiento, de opinión, de expresión y de difusión de las ideas democráticas.
- Primer Lugar como Instituto Influyente en América Latina (2013)

Según el índice "2013 Global Go to Think Tank Index", realizado por el Departamento de Relaciones Internacionales, Centros de Estudios y Sociedad Civil de la Universidad de Pensilvania, CEDICE Libertad se ubica en el puesto #1 como instituto liberal y #2 entre los institutos de todo tipo de América Latina y ocupa el lugar 128 de los 150 Top Think Tanks en el Mundo.
- Templeton Freedom Award (2012)

Por su Programa de Formación Económica para Periodistas.